# サナトリウム (Plastic Treeの曲)
「サナトリウム」は、日本のバンドPlastic Treeの28枚目のシングルである。2009年10月28日発売。発売元はユニバーサルJ。

## 概要
前作『梟 -フクロウ-』から4ヶ月半ぶりとなるシングルで、佐藤ケンケンが正式加入後初となるシングル。ユニバーサルミュージックからリリースされた最後のシングルとなった。
初回限定盤A、初回限定盤B、通常盤、通常盤初回プレスの4タイプ発売。
- 初回限定盤Aのみ、「サナトリウム (Music Video)」 「サナトリウム (Making)」を収録したDVD付き。
- 初回限定盤Bのみ、「2009年6月10日 代々木公園野外ステージフリーライブ映像」、「2009年8月30日 日本武道館単独公演「テント」ライブ映像」を収録したDVD付き。
- 通常盤初回プレスのみSHD-CD仕様。

PV監督は大野敏嗣。

## 収録曲

### 通常盤・通常盤初回プレス
1. サナトリウム (5:53)[1][2]
  - 作詞：有村竜太朗、作曲：長谷川正、編曲：Plastic Tree

TBS「ランク王国」2009年10・11月度オープニングテーマ。
2. パイドパイパー (5:15)[1][2]
  - 作曲・作曲：長谷川正、編曲：Plastic Tree
3. サナトリウム～Instrumental～ (5:53)[1][2]
4. パイドパイパー～Instrumental～ (5:15)[1][2]

### 初回限定盤A
CD
1. サナトリウム (5:53)[3]
2. パイドパイパー (5:11)[3]

DVD
1. サナトリウム (Music Video)
2. サナトリウム (Making)

### 初回限定盤B
CD
1. サナトリウム (5:53)[4]
2. パイドパイパー (5:11)[4]

DVD
1. 2009年6月10日 代々木公園野外ステージフリーライブ映像
2. 2009年8月30日 日本武道館単独公演「テント」ライブ映像

## 収録アルバム
オリジナル
- 『ドナドナ』（#1）

ベスト
- 『ALL TIME THE BEST』（#1）
- 『続 B面画報』（#2）

## タイアップ
- TBS系『ランク王国』オープニングテーマ（#1）